# Michael Krimmer
Michael Krimmer (* 3. Januar 1974 in München) ist ein deutscher Journalist, Autor, Dozent und Verlagslektor. Er befasst sich vorwiegend mit Hardware und Software von Apple wie zum Beispiel dem iPhone, iPad und macOS.

## Leben
Nach Redakteurstätigkeit beim PC-Einsteigermagazin Computer easy wechselte er als Redakteur zur MACup, der ältesten Mac-Zeitschrift Europas. Anschließend war er bei Reed Business Information Redakteur des Fachmagazins Digital Production. Bis 2013 war er Verlagslektor bei der Mediengruppe Pearson mit ihren Verlagen Markt+Technik und Addison-Wesley. Heute ist er freier Journalist, Autor und Dozent. Die in seinen Büchern behandelten Themen stellt er zusätzlich in Seminaren und Veranstaltungen (unter anderem für die Münchner Volkshochschule) vor.

## Werke
- 2017 Mein Mac-Handbuch kompakt: Die verständliche Anleitung zu macOS 10.13 High Sierra. ISBN 978-3-86490-491-2
- 2016 Mein Mac-Handbuch kompakt: Alles, was man zu macOS 10.12 Sierra wissen muss. ISBN 978-3-86490-398-4
- 2015 Mein iPhone – iOS 9 – für iPhone 6s und 6s Plus ISBN 978-3-95431-033-3
- 2015 iPad Pro iOS 9 Handbuch ISBN 978-3-95431-038-8
- 2015 Meinen Mac richtig nutzen: Das kompakte Handbuch zu OS X 10.11 El Capitan. ISBN 978-3-86490-323-6
- 2015 Apple Watch-Handbuch. ISBN 978-3-95431-027-2
- 2014 Mein Mac-Handbuch kompakt: Schnell und einfach die Funktionen von OS X 10.10 Yosemite kennenlernen. ISBN 978-3-944165-15-8
- 2014 Mein iPad – für iPad Air 2 & iPad mini 3. ISBN 978-3-95431-025-8
- 2014 Mein iPhone – für iPhone 6 und 6 Plus. ISBN 978-3-95431-024-1
- 2014 iTunes Store, iPhoto, iMovie für iPad und iPhone – aktuell zu iOS 7. ISBN 978-3-95431-019-7
- 2014 Keynote für OS X, iOS und iCloud. ISBN 978-3-95431-017-3
- 2013: Safari für OS X Mavericks (Mac) und iOS 7 (iPhone, iPad)
- 2013: Mail für OS X Mavericks (Mac) und iOS 7 (iPhone, iPad)
- 2013 Wo&Wie: iPhone/iPad – Fotos knipsen und versenden: Einrichten und Nutzen leicht gemacht. ISBN 978-3-8328-0092-5
- 2013 Wo&Wie: iPhone/iPad – Videotelefonie (FaceTime): Einrichten und Nutzen leicht gemacht. ISBN 978-3-8328-0091-8
- 2013 Mein iPad: für iPad, iPad Air & iPad mini. ISBN 978-3-95431-014-2
- 2013 Mein iPhone: Für iPhone 5s und 5c und iOS 7. ISBN 978-3-95431-013-5
- 2012 Das neue iPad – Das Internet in Ihren Händen. ISBN 978-3-940285-89-8
- 2012 Mein iPhone und ich – für iPhone 5 und iOS 6. ISBN 978-3-95431-001-2
- 2012 Der praktische Einstieg in das Apple-Betriebssystem OS X Mountain Lion. ISBN 978-3-939685-41-8
- 2011 Mein iPhone & ich – Für iPhone 4 und iOS 4. ISBN 978-3-940285-21-8
- 2011 Das Praxisbuch zum Android 4 Smartphone. ISBN 978-3-939685-40-1
- 2011 Das iPad-Buch – das Internet in ihren Händen. ISBN 978-3-940285-73-7
- 2011 Mac OS X 10.7 Lion – die Fibel. ISBN 978-3-939685-37-1
- 2011 Mein digitales Leben in der Cloud: alle Daten im Zugriff. ISBN 978-3-939685-36-4
- 2011 iPad 2 – Das Internet in Ihren Händen. ISBN 978-3-940285-49-2
- 2011 iLife 11 – iPhoto, iMovie, GarageBand, iWeb, iDVD, iTunes. ISBN 978-3-940285-32-4
- 2011 Windows Phone 7 Quick Guide. ISBN 978-3-940285-45-4
- 2010 App geht's – Apps für iPad, iPhone und iPod touch rund um die Uhr. ISBN 978-3-940285-26-3
- 2010 iPad – Das Internet in Ihren Händen. ISBN 978-3-940285-19-5
- 2010 Mein iPhone & ich – Für iPhone 4 und iOS 4. ISBN 978-3-940285-21-8
- 2010 iTunes 10 & Apple TV. ISBN 978-3-940285-44-7
- 2009 Mein iPhone & ich – Geeignet für 3G und 3G S. ISBN 978-3-940285-15-7
- 2008 Mein iPhone & ich. ISBN 978-3-940285-05-8
- 2007 Nike + iPod. ISBN 978-3-8272-4236-5